# إكيليل آسي الأوراق
إكيليل آسي الأوراق (الاسم العلمي:Coronilla myrtifolia) هي نوع غير مؤكد من النباتات يتبع جنس الإكيليل من الفصيلة البقولية.